# Napięcie powrotne
Napięcie powrotne – napięcie, wyższe od znamionowego, występujące na rozwartych stykach łącznika podczas wyłączania w obwodzie prądu przemiennego. Pojawia się w momencie gwałtownego przerwania prądu, kiedy gaśnie łuk elektryczny na stykach łącznika. Szybkość narastania napięcia powrotnego ma wpływ na ponowny zapłon łuku w przestrzeni między stykami. Czas wzrostu napięcia można zmniejszyć przez podłączenie do obwodu dodatkowej rezystancji.